# Павел II Чёрный
Па́вел II Чёрный (умер в 581) — сирийский патриарх Антиохии в 564—575 годах. Назначение Павла патриархом стало причиной одних из самых серьёзных смут, которые переживало монофизитство в VI веке.

## Ранняя жизнь
Павел Бет-Укамский, что означает «из дома чёрных» или «из семьи негров и евнухов», родился в Александрии, получил образование в сирийском монастыре Губа Барайя, после чего состоял секретарём патриарха Феодосия. В это время византийские монофизиты переживали период глубокого раскола, в частности, по вопросу о тритеизме. Получивший в 557 году хиротонию от Феодосия сирийский патриарх Антиохии Сергий был сторонником этого учения, в целом отвергаемого большинством монофизитов. После смерти Сергия около 560 года, Феодосий, действовавший как de facto глава нехалкидонитов во всем мире, ждал три года, прежде чем остановить свой выбор на кандидатуре своего секретаря. Около 564 года он обратился с просьбой к Якову Барадею поставить Павла патриархом, что и было сделано в 564 году. Не ограничиваясь этим, Феодосий, рассматривая Павла как своего преемника, давал ему полномочия и на области Александрии.

## Конфликт из-за патриаршества
Назначения, сделанные из столицы, где Феодосий находился в заключении уже много лет, не были приняты «восточными» монофизитами. Сепаратисты считали назначение Павла незаконным, так как оно было сделано без согласия всех епархий. Согласно свидетельству Иоанна Эфесского, сторонником которого в монофизитских спорах был Павел, это был «муж мудрый и сведущий и большой начитанности». Тем не менее, он стал, согласно свидетельству того же историка, «патриархом злых дней», оказавшись неспособным управлять терпящую гонения церковь, сотрясаемую внутренними спорами.
Феодосий, скончавшийся около 566 года, завещал Павлу своё имущество и дал ему ряд поручений — поставить для Нубии епископом Лонгина, прославившегося впоследствии христианизацией чёрной Африки, и общее указание отправиться в Египет и сформировать там церковную монофизитскую иерархию. Тем не менее, авторитета Феодосия в этом вопросе оказалось не достаточно, ещё при его жизни Павел вступил в ожесточённый конфликт с другим претендентом на александрийскую кафедру, столичным монахом Афанасием, внуком Феодоры. Хотя речь и шла о не-халкидонском патриархе, император Юстин II, заинтересованный в улаживании внутримонофизитских споров, принял участие в этом конфликте на стороне Афанасия. Александрийцы, не желающие ни того, ни другого, рассчитывающие выдвинуть кандидата из своей среды, написали адресованный Афанасию «акт» с различными обвинениями в адрес Павла.
Фактически, нового патриарха признали лишь монастыри, расположенные до Евфрата, а остальные продолжали считать своим главой гораздо более авторитетного Иакова Барадея. К 568 году Павлу пришлось искать убежища у гассанидского филарха Арефы, который смог примирить его с Барадеем и, пользуясь своей необходимостью в качестве союзника против Персии, с императором. Уже в 569 году Павел смог вернуться в столицу, что однако, не свидетельствовало об укреплении его позиций.